# Nerv cavernos
Nervii cavernoși reprezintă nervi dubli, care inervează fiecare corp cavernos clitoridian și penian. Nervii cavernoși sunt implicați în inducția erecției clitorisului și penisului. Nervii cavernoși reprezintă o ramură plexulul hipogastric inferior, care cuprinde nervii splanhnici pelvini preganglionari (S2-S4).

## Omologie
În penis există atât nervi cavernoși mai mici secundari, cât și un nerv cavernos mai mare principal.

## Fiziologie
Stimularea nervilor cavernoși determină îngroșarea clitorisului și erecția penisului datorită acțiunii vasodilatatoare asupra arterelor care asigură fluxul sanguin spre țesutul erectil a corpilor cavernoși.